# Schobert Nunatak
Schobert Nunatak är en nunatak i Antarktis. Den ligger i Västantarktis. Nya Zeeland gör anspråk på området. Toppen på Schobert Nunatak är 707 meter över havet.
Terrängen runt Schobert Nunatak är varierad. Trakten är obefolkad. Det finns inga samhällen i närheten.